# Coleroidion leucotrichum
Coleroidion leucotrichum là một loài bọ cánh cứng trong họ Cerambycidae.